# Tour de la Mangosta
El Tour de la Mangosta (Tour of the Mongoose fuera del mundo hispanoparlante) fue la tercera gira musical internacional de Shakira para promocionar su tercer disco de estudio Servicio de Lavandería. Fue el primer tour de conciertos luego de su triunfo en el mercado anglosajón tras su crossover a la música en inglés; debido a tal, Shakira incursionó en países como Alemania, Reino Unido, Francia, Canadá o Países Bajos teniendo una gran recepción por parte de estos países, actuando en importantes recintos locales. 
Shakira dijo que decidió llamarla "Tour de la Mangosta", como una analogía entre la habilidad de ese animal de matar serpientes y la entonces reciente «guerra contra el terrorismo» y el «triunfo del bien sobre el mal».

La mangosta es el único animal que es inmune al veneno de la cobra. Para mí, la cobra simboliza todo el odio, enfermedad y negatividad en el mundo. Deberíamos ser más como la mangosta, y atacar la cabeza de la cobra
Shakira

## Sinopsis
Empieza Shakira cantando "Ojos así" con un top azul marino y una caderin corto azul marino con tirantes árabes. Luego se pone una capa negra sin botones que llega hasta los pies y canta "Si te vas", "Fool", "Ciega, sordomuda" y "The One". Luego se pone un poloche blanco con rosado y un pantalón rosado con negro que a los lados de la cintura hay dos correotas y descalza canta "Back in black", "Rules", "Inevitable", "Estoy aquí", "Underneath Your Clothes", "Octavo día". Luego se pone una remera marrón y un pantalón burdeo con dos tiras con círculos adentro y un cinturón con cadenas y canta "Ready For The Good Times". Presenta a la banda y canta "Un poco de amor", "Tú","Poem To A Horse". Luego se pone un top marrón y canta "Objection (Tango)". Luego se pone un caderin rojo árabe y canta "Whenever, Wherever", en los inicios de la gira, Shakira usaba pelo lacio, que fue entre finales de 2002 y comienzos del 2003, después cambio a rulos rubios para la otra mitad de la gira.

## Escenario
El escenario empieza con unos 7 escalones y atrás una pantalla gigante que muestra lo que pasa en la cámara, también muestra dibujos y formas en "Ready For The Good Times". En el medio de todos los instrumentos y atrás de las escaleras se bajaba al camerino. Luego sigue con un escenario amplio con espacio para la banda y el escenario se alarga más por el elevador que usa Shakira en "Suerte/Whenever Wherever". A los lados del escenario hay dos pasarelas una a la derecha y la otra a la izquierda. El elevador que utiliza Shakira ya que está en medio de todo el concierto abajo en el escenario pone luces de colores que más se utilizan en las canciones "Un poco de Amor" y "Ready For the Good times".

## Canciones interpretadas
| Estados Unidos, Canadá y Europa |
| --- |
| 1. Intro & Ojos así 2. Si te vas 3. Fool 4. Ciega, sordomuda 5. The One 6. Dude (Looks like a lady) (Cover de Aerosmith, Contiene elementos de Te Dejo Madrid) 7. Back In Black (Cover de ACDC) 8. Rules 9. Inevitable 10. Underneath Your Clothes 11. Estoy Aquí (Mtv Unplugged Version/Album Version) 12. Octavo Día 13. Ready For The Good Times 14. Un poco de amor 15. Poem To A Horse 16. Tú 17. Objection (Tango) (Afro-Punk Version) 18. Whenever, Wherever (Sahara Mix/Album Version) |

| Países hispanoparlantes |
| --- |
| 1. Intro & Ojos así 2. Si te vas 3. Ciega, sordomuda 4. Inevitable 5. Dude (Looks like a lady) (Cover de Aerosmith, Contiene elementos de Te Dejo Madrid) 6. Back In Black (Cover de ACDC) 7. Rules 8. Underneath Your Clothes 9. Estoy aquí (Mtv Unplugged Version/Album Version) 10. Octavo día 11. Ready For The Good Times 12. Un poco de amor 13. ¿Dónde Están Los Ladrones? 14. Tú 15. Te dejo Madrid 16. Te Aviso, Te Anuncio (Tango) (Afro-Punk Version) 17. Suerte (canción) |

| DVD Live and Off the Record |
| --- |
| 1. Intro & Ojos así 2. Si te vas 3. Ciega, sordomuda 4. The One 5. Back In Black (Cover de ACDC) 6. Rules 7. Inevitable 8. Estoy aquí (MTV Unplugged Version/Album Version) 9. Underneath Your Clothes 10. Octavo día 11. Ready For The Good Times 12. Tú 13. Poem To A Horse 14. Objection (Tango) (Afro-Punk Version) 15. Whenever, Wherever (Sahara Mix/Album Version) |

## Banda
- Director de la banda y guitarrista: Tim Mitchel.
- Batería: Brendan Buckley.
- Teclados, pianos: Albert Menendez.
- Guitarras: Adam Zimmon.
- Violín: Pedro Alfonso.
- Coros: Rita Quintero y Mario Inchausti.
- Percusión: Rafa Padilla.
- Bajo: Dan Rocktchild.

## Fechas de la gira
| Fecha                   | Ciudad             | País                 | Lugar                                  | Ref.  |
| ----------------------- | ------------------ | -------------------- | -------------------------------------- | ----- |
| Norteamérica            |                    |                      |                                        |       |
| 8 de noviembre de 2002  | San Diego          | Estados Unidos       | San Diego Sports Arena                 |       |
| 10 de noviembre de 2002 | San José           | Estados Unidos       | HP Pavilion                            |       |
| 12 de noviembre de 2002 | Anaheim            | Estados Unidos       | Honda Center                           |       |
| 13 de noviembre de 2002 | Los Ángeles        | Estados Unidos       | Staples Center                         |       |
| 15 de noviembre de 2002 | El Paso            | Estados Unidos       | Don Haskins Center                     |       |
| 16 de noviembre de 2002 | El Paso            | Estados Unidos       | Don Haskins Center                     |       |
| 18 de noviembre de 2002 | Washington D. C.   | Estados Unidos       | Capital One Arena                      |       |
| 20 de noviembre de 2002 | Nueva York         | Estados Unidos       | Madison Square Garden                  |       |
| 22 de noviembre de 2002 | Auburn Hills       | Estados Unidos       | The Palace of Auburn Hills             |       |
| 24 de noviembre de 2002 | Philadelphia       | Estados Unidos       | First Union Center                     |       |
| 25 de noviembre de 2002 | Uniondale          | Estados Unidos       | Nassau Veterans Memorial Coliseum      |       |
| 27 de noviembre de 2002 | Montreal           | Canadá               | Bell Centre                            |       |
| 28 de noviembre de 2002 | Toronto            | Canadá               | Air Canada Centre                      |       |
| 30 de noviembre de 2002 | Boston             | Estados Unidos       | FleetCenter                            |       |
| 2 de diciembre de 2002  | Miami              | Estados Unidos       | American Airlines Arena                |       |
| Europa                  |                    |                      |                                        |       |
| 8 de diciembre de 2002  | Barcelona          | España               | Palau Sant Jordi                       |       |
| 10 de diciembre de 2002 | Colonia            | Alemania             | Kölnarena                              |       |
| 12 de diciembre de 2002 | Londres            | Reino Unido          | Wembley Arena                          |       |
| Norteamérica            |                    |                      |                                        |       |
| 18 de enero de 2003     | Chicago            | Estados Unidos       | United Center                          |       |
| 20 de enero de 2003     | Dallas             | Estados Unidos       | American Airlines Center               |       |
| 22 de enero de 2003     | Houston            | Estados Unidos       | Compaq Center                          |       |
| 23 de enero de 2003     | San Antonio        | Estados Unidos       | AT&T Center                            |       |
| 25 de enero de 2003     | Las Vegas          | Estados Unidos       | Mandalay Bay Events Center             |       |
| 28 de enero de 2003     | Denver             | Estados Unidos       | Pepsi Center                           |       |
| 31 de enero de 2003     | Phoenix            | Estados Unidos       | Talking Stick Resort Arena             |       |
| 2 de febrero de 2003    | Oakland            | Estados Unidos       | Oakland Arena                          |       |
| 5 de febrero de 2003    | Laredo             | Estados Unidos       | Laredo Entertainment Center            |       |
| 6 de febrero de 2003    | Laredo             | Estados Unidos       | Laredo Entertainment Center            |       |
| 8 de febrero de 2003    | Guadalajara        | México               | Estadio Tres de Marzo                  |       |
| 9 de febrero de 2003    | Guadalajara        | México               | Estadio Tres de Marzo                  |       |
| 11 de febrero de 2003   | Monterrey          | México               | Auditorio Coca-Cola                    |       |
| 12 de febrero de 2003   | Monterrey          | México               | Auditorio Coca-Cola                    |       |
| 14 de febrero de 2003   | Ciudad de México   | México               | Foro Sol                               |       |
| 15 de febrero de 2003   | Ciudad de México   | México               | Foro Sol                               |       |
| Centroamérica           |                    |                      |                                        |       |
| 19 de febrero de 2003   | Panamá             | Panamá               | Plaza Amador                           |       |
| Norteamérica            |                    |                      |                                        |       |
| 23 de febrero de 2003   | Albuquerque        | Estados Unidos       | Tingley Coliseum                       |       |
| 25 de febrero de 2003   | El Paso            | Estados Unidos       | Don Haskins Center                     |       |
| Sudamérica              |                    |                      |                                        |       |
| 28 de febrero de 2003   | Quito              | Ecuador              | Estadio Atahualpa                      |       |
| 5 de marzo de 2003      | Lima               | Perú                 | Jockey Club                            | [ 1 ] |
| 8 de marzo de 2003      | Santiago de Chile  | Chile                | Estadio Nacional de Chile              |       |
| 12 de marzo de 2003     | Bogotá             | Colombia             | Estadio El Campín                      |       |
| 15 de marzo de 2003     | Barranquilla       | Colombia             | Estadio Metropolitano Roberto Meléndez |       |
| 21 de marzo de 2003     | San Juan           | Puerto Rico          | Estadio Hiram Bithorn                  |       |
| Europa                  |                    |                      |                                        |       |
| 27 de marzo de 2003     | París              | Francia              | Bercy                                  |       |
| 30 de marzo de 2003     | Viena              | Austria              | Stadthalle                             |       |
| 31 de marzo de 2003     | Viena              | Austria              | Stadthalle                             |       |
| 2 de abril de 2003      | Zúrich             | Suiza                | Hallenstadion                          |       |
| 4 de abril de 2003      | Fráncfort del Meno | Alemania             | Festhalle                              |       |
| 6 de abril de 2003      | Múnich             | Alemania             | Olympiahalle                           |       |
| 10 de abril de 2003     | Estocolmo          | Suecia               | Globen Arena                           |       |
| 13 de abril de 2003     | Berlín             | Alemania             | Pabellón Max Schmeling                 |       |
| 14 de abril de 2003     | Hamburgo           | Alemania             | Color Line Arena                       |       |
| 17 de abril de 2003     | Milán              | Italia               | Mediolanum Forum                       |       |
| 21 de abril de 2003     | Amberes            | Bélgica              | Sportpaleis                            |       |
| 22 de abril de 2003     | Róterdam           | Países Bajos         | Ahoy                                   |       |
| 25 de abril de 2003     | Madrid             | España               | Las Ventas                             |       |
| 27 de abril de 2003     | Lisboa             | Portugal             | Pabellón Atlántico                     |       |
| Sudamérica              |                    |                      |                                        |       |
| 1 de mayo de 2003       | Punta del Este     | Uruguay              | Hotel Conrad                           |       |
| 3 de mayo de 2003       | Buenos Aires       | Argentina            | Estadio River Plate                    |       |
| Centroamérica           |                    |                      |                                        |       |
| 6 de mayo de 2003       | Santo Domingo      | República Dominicana | Estadio Quisqueya                      |       |
| Sudamérica              |                    |                      |                                        |       |
| 8 de mayo de 2003       | Maracaibo          | Venezuela            | Estadio Pachencho Romero               |       |
| 11 de mayo de 2003      | Caracas            | Venezuela            | Poliedro de Caracas                    |       |